# Joseph Clement Coll
Joseph Clement Coll (Filadèlfia, 2 de juliol de 1881 - 19 d'octubre de 1921) va ser un il·lustrador estatunidenc de llibres i diaris. Era conegut per les seves il·lustracions de contes amb ploma i tinta que s'utilitzaven per il·lustrar històries d'aventures com Sir Nigel de Conan Doyle.

## Primers anys de vida
Joseph Clement Coll va néixer el 2 de juliol de 1881 a Filadèlfia en el si d'una família d'immigrants irlandesos. Tant el seu pare com els seus germans treballaven com a enquadernadors. De petit, Coll va llegir molts llibres il·lustrats i revistes durant un període en què la il·lustració a ploma i tinta es trobava en un dels seus moments més àlgids, Coll va estar més fortament influenciat per l'artista espanyol Daniel Vierge. També considerava molt bé els il·lustradors nord-americans Edwin Austin Abbey, Howard Pyle i A. B. Frost. Aquests artistes van treballar per a les principals revistes de l'època, com Harpers, McClure's i The Century Magazine. Coll va estudiar de prop els seus exemples i va treballar de manera similar. Es va graduar a la Central High School, on va fer cursos bàsics d'art, i va començar a treballar sense cap formació acadèmica en art.

## Carrera d'il·lustració
Joseph Clement Coll va començar la seva carrera professional treballant pel New York American com a aprenent d'artista de diari als 17 anys. En aquest moment, la seva posició seria semblant a la d'un fotògraf de notícies actual, ja que la seva feina era il·lustrar esdeveniments actuals cada dia dins del termini diari. Aquell mateix any, es va traslladar temporalment a Chicago. El 1901, va tornar a Filadèlfia per treballar a The North American i aviat va cridar l'atenció del seu editor, J. Thomson Willing, que el va enviar a missions especials per millorar la seva habilitat. Els dos van romandre amics fins i tot després que Coll deixés de fer il·lustracions als diaris. Aviat va treballar per a revistes com Collier's, Everybody's i American Sunday Magazine. La reputació de Coll es basa principalment en les seves il·lustracions de contes amb ploma i tinta.
A diferència de la majoria d'il·lustradors que van treballar amb ploma i tinta, Coll va aconseguir autèntiques gradacions tonals en les seves il·lustracions utilitzant traços de ploma per crear una gamma completa de valors. Segons Walt Reed, "el virtuosisme tècnic de Coll ni la fantasia romàntica del seu punt de vista han estat mai rivalitzats".
Coll també era pintor i sovint feia pintures per a la portada o frontispici de llibres que es reproduïen en color i després amb ploma i tinta per il·lustrar el text. Es considerava un il·lustrador ideal per a autors com Arthur Conan Doyle i altres escriptors d'aventures. Les seves il·lustracions per a llibres com King of the Khyber Rifles de Talbot Mundy i The Insidious Dr. Fu Manchu de Sax Rohmer es van reeditar àmpliament durant molts anys. Coll va morir el 1921 d'apendicitis, als 40 anys.

## Tècnica
Abans que Coll comencés una il·lustració, contemplava durant molt de temps el disseny de la composició, cosa que li permetia dibuixar sense model. Més tard en la seva carrera, quan va poder utilitzar un model, dibuixava una imatge ombrejada del model amb llapis sobre paper de calc, després de la qual cosa enfosquia la part posterior del paper de calc i tornava a traçar sobre un tauler de bristol o un tauler d'il·lustració. Faria el mateix a principis de la seva carrera, però utilitzant la seva visió interior en lloc de model. Després començaria el dibuix final a tinta, per al qual va utilitzar plomes estilogràfiques.

## Galeria

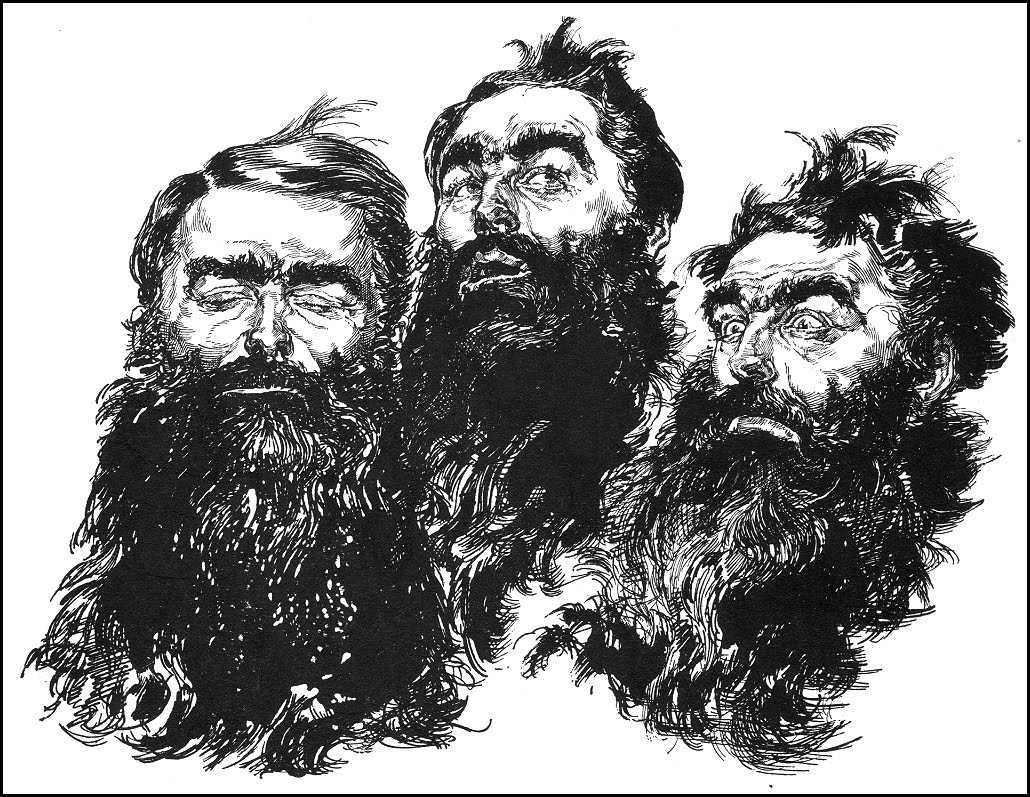
Professor Challenger, abans de 1921, tinta sobre paper
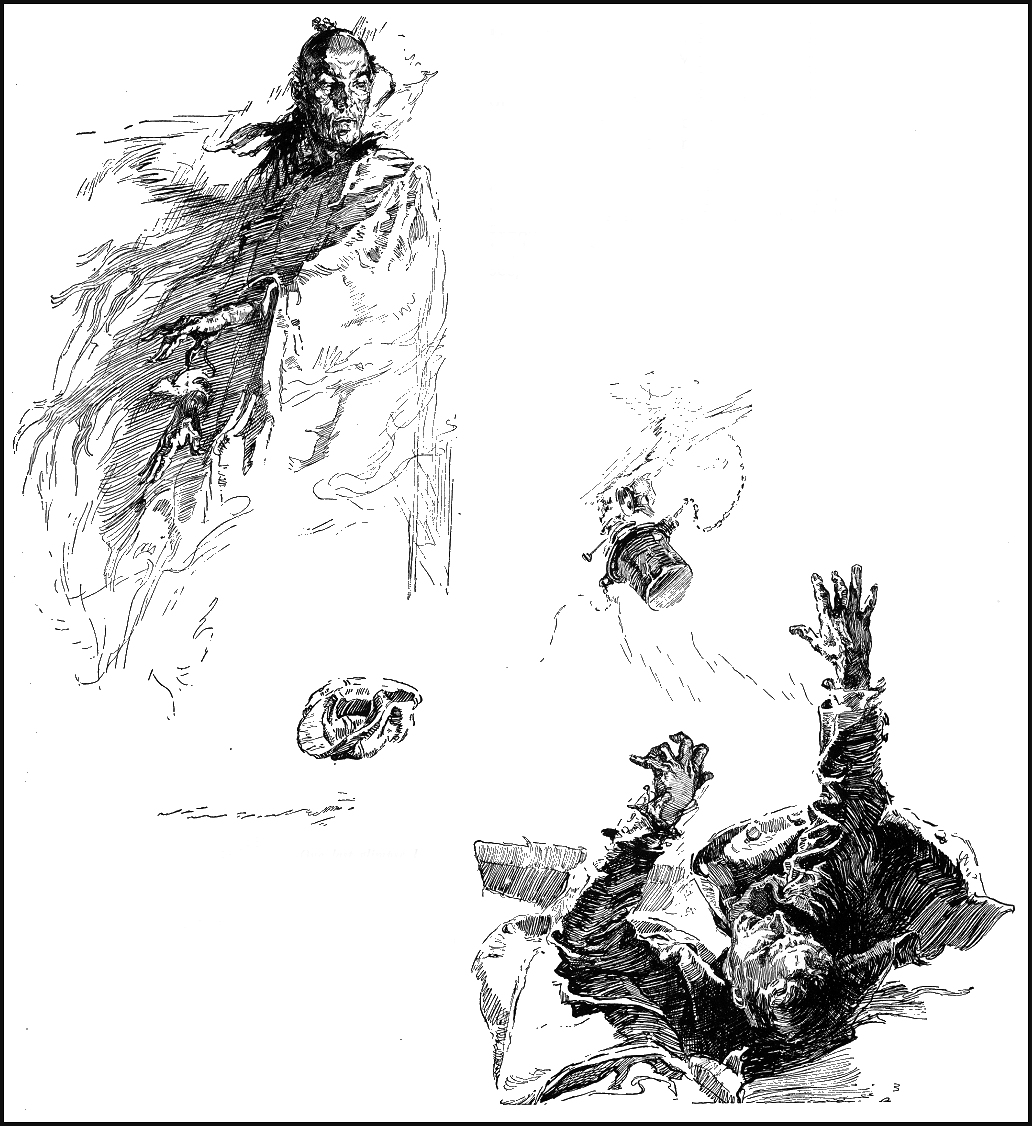
Doctor Fu Manchu, dècada de 1910, tinta sobre paper
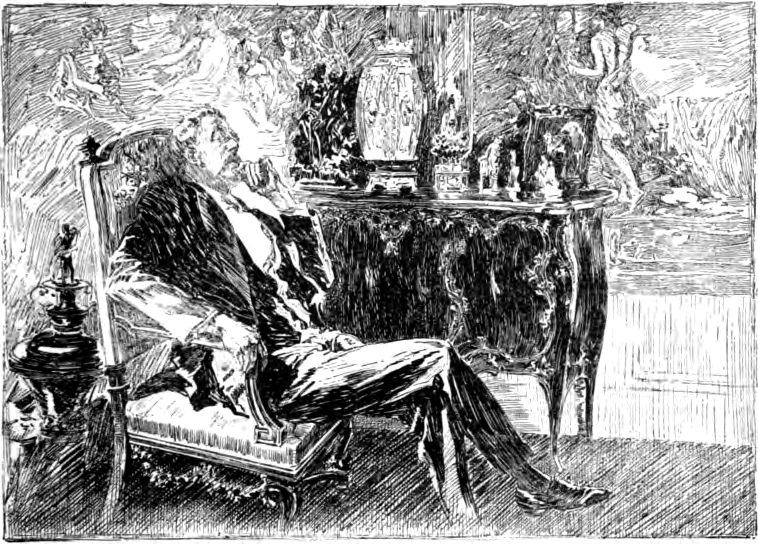
Il·lustració per a The Story "The Tillotson Banquet", 1921, tinta sobre paper